# Спермацетова олія

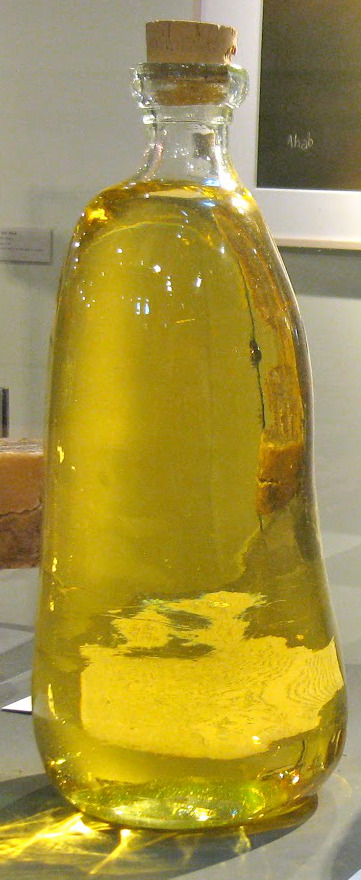
Спермацетова олія

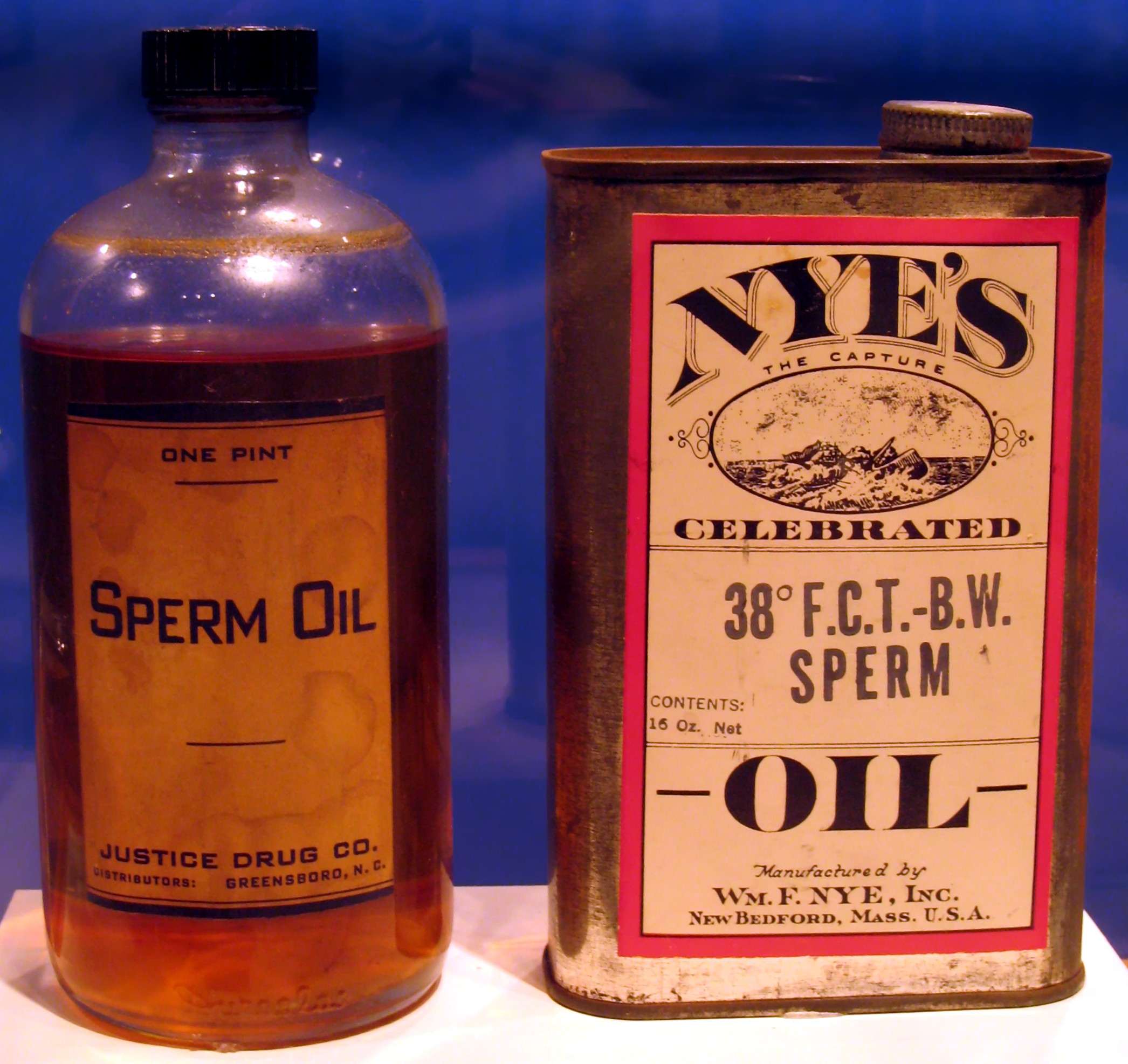
Пляшка і каністра спермацетової олії на виставці в китобійному музеї Нью-Бедфорд (штат Массачусетс, США)

Спермаце́това «олія»  — воскова рідина, отримана з кашалотів. Спермацетова олія має склад, відмінний від китового жиру. Хоча речовину називають «олія», технічно це рідкий віск, який в основному складається з ефірів воску і тільки невеликої частини тригліцеридів.
Це прозора, жовтувата рідина з дуже слабким запахом. Спермацетова олія становить приблизно 20 % від загальної кількості жиру кашалота або 3-4 % від живої маси тварини. Із спермацетового жиру добувають воскову фракцію — спермацет.